# Peter Katin
Peter Roy Katin (Londres, 14 novembre 1930–19 mars 2015) est un pianiste et pédagogue de nationalité anglo-canadienne.

## Biographie
Peter Katin naît à Londres de parents d'origine Juives orthodoxes. Son père, Jerrold Katin, né à Londres (d'ascendance Lituanienne et d'origine russe par sa grand-mère), grave des enseignes ; sa mère, se nomme Gertrude,. Katin fréquente les écoles privées de Balham, Caterham, et d'East Grinstead, puis le Henry Thornton School (aujourd'hui connu comme South West London Emergency Secondary School) à Clapham. Il est admis à la Royal Academy of Music à l'âge de 12 ans, soit quatre ans plus jeune que l'âge d'entrée officielle. Il y étudie avec Harold Craxton. Il fait sa première apparition publique au Wigmore Hall le 13 décembre 1948 dans un programme comprenant des œuvres de Scarlatti, Mozart, Beethoven, Rachmaninoff, Scriabine et Chopin, puis donne des concerts en Angleterre, dans le reste de l'Europe, en Afrique, aux États-Unis et au Japon.
En 1952, il donne son premier concert aux Proms et en 1953 il est acclamé pour son interprétation du Troisième Concerto de Rachmaninoff. En 1958, il est le premier pianiste britannique à effectuer une tournée de récitals en Union soviétique après la guerre. En 1961, le compositeur Bryan Kelly écrit Tango tout spécialement pour Peter Katin. Katin avant tout soliste, a peu travaillé avec d'autres artistes Il a enregistré quelques disques avec le violoniste Alfredo Campoli et dans les années 1970, accompagné Victoria de los Ángeles pour trois récitals.
En 1997, il forme son propre trio avec piano.
Katin est spécialisé dans la musique romantique, plus particulièrement Chopin, la musique impressionniste (ca. 1875–1925) et a été loué pour sa maîtrise technique du piano. Il a également dirigé les concertos de Mozart et de Beethoven à partir du clavier. Il a donné son dernier récital, au Wigmore Hall en janvier 2004.
Katin a écrit de nombreux articles sur la technique et l'interprétation piano et enseigné à la Royal Academy of Music de 1956–1959, à l'Université de Western Ontario entre 1978–1984 et en 1992 au Royal College of Music. Il a également enseigné à l'Université de Thames Valley. Dans les années 1970 Il a appuyé la Campagne pour l'égalité des homosexuels.
En 1954, Katin a épousé la pianiste Ewa Zweig, avec qui il a eu deux fils, Nicholas et Andrew.  Après une longue séparation, ils divorcent en 1988. Il vivait à Bexhill-on-Sea.

## Enregistrements

### Soliste
- Brahms
  - A Brahms Recital : Fantasias op. 116, 3 Intermezzi, op. 117, 2 Rhapsodies op. 79, Variations et fugue sur un thème de Haendel, op. 24 (Olympia OCD 263)
  - Peter Katin in Recital, Liszt et Brahms : Liszt : Sonate si mineur ; Brahms : Variations et Fugue sur un thème de Haendel ; Liszt: Sonetto 123 del Petrarca (Années de Pélérinage, Livre II) (Athene-Minerva ATHCD9 23009)
- Chopin
  - Chopin : First and Last : Variations Brillantes, op. 12, Mazurka en sol mineur, op. 24 no 1, Mazurka en ut majeur, op. 24, no 2, Mazurka en la bémol majeur, op. 24 no 3, Mazurka en si bémol mineur, op. 24no 4, Mazurka en fa mineur, op. 68 no 4, Rondo en ut mineur, op. 1, Souvenir de Paganini, Nocturne en ut dièse mineur, Valse en ré bémol majeur, op. 64 no 1, Valse en ut dièse mineur, op. 64 no 2, Valse en la bémol majeur, op. 64 no 3, Sonate en ut mineur, op. 4 (mvt. III), Polonaise en sol mineur, KK IIa, no 1, Polonaise en si bémol majeur, KK IVa, no 1, Polonaise en la bémol majeur, KK Iva, no 2, Berceuse, op. 57 (Athene ATHCD11 / Diversions DIV24116)
  - Ballade en fa mineur, op. 52 ; 3 Mazurkas, op. 59 ; Sonate en si mineur, op. 58 ; Barcarolle, op. 60; Polonaise-Fantaisie op. 61 (13–15 juin 1987, Olympia OCD 186) (OCLC 35701832)
  - Variations, op. 12 ; 4 Mazurkas, op. 24 ; Sonate en si-bémol mineur, op. 35 ; Ballade en la-bémol majeur, op. 47 ; Andante Spianato et Grande Polonaise, op. 22 (1–2 octobre 1987, Olympia OCD 193) (OCLC 38165691)
  - Polonaises et Valses (mai–juin 1994, Olympia OCD 289A/B) (OCLC 40625022)
  - 4 Scherzos ; Fantaisie, op. 49 (Unicorn UKCD 2008)
  - Nocturnes et Impromptus (3–5 juillet 1989, Olympia OCD 254A/B) (OCLC 24328004)
  - 4 Valses (Belart 450 000-2)
  - Polonaise en fa-dièse mineur, op. 24 ; Sonate en si mineur, op. 58 ; Nocturne en ré-bémol majeur, op. 27 no 2 ; Fantaisie, op. 49 (enregistrement de concert, Snape Maltings, Hallmark 350142)
  - Nocturnes (2CD Hallmark IMP 30367 02357)
  - Valses (2011, Music & Arts)
  - Peter Katin : A Chopin Recital, 4 mélodies extraites des 17 chants polonais (transcription Liszt), op. posth. 74 ; Sonate no 3 en si mineur, op. 58 ; Scherzo no 4 en mi majeur, op. 54 ; Mazurka no 14 en sol mineur, op. 24 no 1 ; Andante Spianato et grande polonaise brillante en mi-bémol majeur, op. 2 ; Nocturne en fa-dièse majeur, op. 15 no 2 ; Valse en ut-dièse mineur, op. 64 no 2(Enregistrement paru en 2010 pour le 80e anniversaire de Peter Katin et le 200e de Chopin, Orchestral Concert CD CD11/2010)
- Clementi, 5 Sonates : en fa-dièse mineur, op. 25 no 5 ; en si bémol majeur, op. 24 no 2 ; en sol mineur, op. 7 no 3 ; en ré majeur, op. 25 no 6 ; en fa mineur, op. 13 no 6(Athene ATHCD4 / Diversions DIV24113)
- Grieg
  - Ballade, op. 24 ; 5 Klavierstücke nach Eigenen Lieren ; Sonate en mi mineur, op. 7 ; 4 Pièces lyriques (Olympia OCD 197)
  - Pièces lyriques (Unicorn UKCD 2033-5)
- Liszt
  - Dante Sonata ; 3 Liebesträume ; 2 Polonaises ; 6 Consolations (Olympia OCD 199)
  - Peter Katin in Recital : Liszt et Brahms – Liszt : Sonate en si mineur ; Brahms : Variations et Fugue sur un thème de Haendel ; Liszt : Sonetto 123 del Petrarca (Années de Pélérinage, Livre II) (Athene-Minerva ATHCD9 23009)
- Mozart
  - Sonates (3 volumes Olympia)
  - Sonates (5CD Altara ALT 1026)
  - Sonates pour violon et la majeur, K526 (avec Alfredo Campoli, violon, avec d'autres œuvres (Orchestral Concert CD CD3/2009)
- Rachmaninoff
  - Préludes (Hallmark IMP PCD2052)
- Scarlatti, 14 Sonates : K 3, 84, 96, 159, 193, 208, 238, 239, 356, 420, 471, 490, 517, 539 (Claudio Records CR35102-2)
- Schubert
- Impromptus, D.899 et D.935  (sur le piano carré de Clementi 1832 (Athene ATHCD5 / Diversions 24112)
  - 3 Klavierstücke, D.946; Valses Nobles, D.969; Moments Musicaux, D.780 (Clementi 1832 (Athene ATHCD7 / Diversions DIV23007)
  - Sonates en si bémol majeur, D.960 et en la mineur, D.537 (24–26 mars 1987, Olympia OCD 188) (OCLC 19099971)
  - 3 Klavierstücke, D.946 ; Valses Nobles, D.969 ; Moments Musicaux, D.780 - Joué sur le piano carré de Clementi daté de 1832. (Athene-Minerva ATHCD7 / Diversions DIV23007)
  - Impromptus, D.899 et D.935 (Diversions CD24112)
- Schumann
  - Kinderszenen, op. 15 ; Sonate n sol mineur, op. 22 ; Carnaval, op. 9 (Olympia OCD 218)
- Tchaïkovski, Sonate en sol majeur, op. 37 ; Les saisons, op. 37a (Olympia OCD 192)

Autres récitals
- Portrait of a pianist: Bach : Fantaisie chromatique et fugue; Beethoven : 6 Variations, op. 34 ; Haydn : Sonate en sol majeur, HobXVI/39 ; Debussy : Estampes ; Liszt : La Vallée d’Obermann (Olympia OCD 189)
- Claude Debussy, Children's Corner ; Gabriel Grovlez, L'Almamach aus Images ; Déodat de Séverac, En Vacances ; Jacques Ibert, Histoires (Simax PSC 1067)
- Peter Katin: 50 years of music making, Bach : Prélude et fugue en si-bémol mineur (extrait du Clavier bien tempéré - Livre I) ; Mozart : Rondo en la mineur ; Beethoven : Sonate, op. 27 no 2 « Clair de lune » ; Schubert : Impromptus en sol-bémol, en mi-bémol, D.899 ; Debussy : Suite bergamasque ; Chopin : Polonaise-Fantaisie, op. 61 (1948 à 1987, RP Music RP001)
- Rosemary Brown, Peter Katin, Rosemary Brown's Music (inspired by Liszt, Chopin, Beethoven, Debussy, Schubert, Schumann, Grief, Brahms), UK, Philips – 6500 049, Vinyl, LP, Album, Stereo, Gatefold, 1970, performed by Rosemary Brown and Peter Katin (lire en ligne), Discogs

### Musique de chambre
- Beethoven, Sonate pour piano et violon en ut mineur, op. 30 no 2 (avec Alfredo Campoli, violon) (avec d'autres œuvres) (Orchestral Concert CD CD3/2009)
- Brahms : Sonate pour violon no 3 en ré mineur, op. 108 (avec Alfredo Campoli, violon) (Orchestral Concert CD CD3/2009)

### Concerto
- Brahms, Son interprétation du Concerto pour piano no. 1 est utilisée dans la bande son du film, The L-Shaped Room [La Chambre indiscrète] (1962).
- Grieg, Concerto en la mineur, op. 16 (1971, Emi CFP 160)
- Khachaturian, Concerto pour piano - LSO/Hugo Rignold ; César Franck : Variations symphoniques - LSO/Eugène Goossens (1964, Everest EVC 9060)
- Mathias, Concerto pour piano no 3 - LSO/Atherton (Lyrita SRCD 325)
- Mendelssohn, 2 Concertos ; (LSO/Anthony Collin) ; 2 pièces de concert (LPO/Jean Martinon) ; et autres pièces de Mendelssohn jouées par John Ogdon & Brenda Lucas (1962, Decca 4524102)
- Prokofiev, Concerto pour piano no 3 - Orchestre symphonique de Prague/Košler) avec d'autres œuvres (Orchestral Concert CD CD2/2008[5])
- Rachmaninoff
  - Concerto pour piano no 1 - LPO/Boult (Belart 461 3482)
  - Concerto pour piano no 2 New Symphony Orchestra Of London/Colin Davis (1970, Decca)
- Schumann, Concerto pour piano - LSO/Goossens (et d'autres œuvres) (Everest EVC 9045-6)
- Tchaïkovski
  - Concerto pour piano no 1 ; Grieg : Concerto pour piano ; Litolff : Scherzo - LSO/LPO, Dir. Edric Kundell et Colin Davis (1963, Decca - Olympia OCD 235)
  -  Concerto pour piano no 1 ; Litolff : Scherzo - LPO/Pritchard (Emi 5 72699 2)
  - Concert Fantaisie en sol majeur, op. 56 ; Rachmaninov : Concerto pour piano no 1 en fa-dièse mineur, op. 1 - LPO/Boult (Decca SXL 2034)
- Walton, Sinfonia Concertante (LSO/Walton) (et autres œuvres) (Lyrita SRCD 224)
- Vaughan Williams, Fantasia on the Old 104th - LPO/LPC/Boult (avec d'autres œuvres (1970, EMI CDM 769962-2)